# Liste der Monuments historiques in Île d’Arz
Die Liste der Monuments historiques in Île d’Arz führt die Monuments historiques in der französischen Gemeinde Île d’Arz auf.

## Liste der Bauwerke
| Bezeichnung        | Beschreibung | Standort                   | Kennzeichnung | Schutzstatus | Datum | Bild |
| ------------------ | ------------ | -------------------------- | ------------- | ------------ | ----- | ---- |
| Kirche La Nativité |              | (Lage)                     | PA00091304    | Classé       | 1862  |      |
| Ehemaliges Priorat |              | Rue du Vrai-Secours (Lage) | PA00091305    | Inscrit      | 1979  |      |

## Liste der Objekte
- Monuments historiques (Objekte) in Île d’Arz in der Base Palissy des französischen Kultusministeriums